# Бартоу (Джорджія)
Бартоу (англ. Bartow) — місто (англ. town) в США, в окрузі Джефферсон штату Джорджія. Населення — 186 осіб (2020).

## Географія
Бартоу розташований за координатами 32°52′52″ пн. ш. 82°28′20″ зх. д. / 32.88111° пн. ш. 82.47222° зх. д. (32.881217, -82.472328).  За даними Бюро перепису населення США в 2010 році місто мало площу 2,93 км², з яких 2,92 км² — суходіл та 0,00 км² — водойми.

## Демографія
Згідно з переписом 2010 року, у місті мешкало 286 осіб у 110 домогосподарствах у складі 81 родини. Густота населення становила 98 осіб/км².  Було 139 помешкань (47/км²).
Расовий склад населення:
| - 58,4 % — чорних або афроамериканців - 41,3 % — білих |

До двох чи більше рас належало 0,3 %. Частка іспаномовних становила 0,3 % від усіх жителів.
За віковим діапазоном населення розподілялося таким чином: 19,2 % — особи молодші 18 років, 62,6 % — особи у віці 18—64 років, 18,2 % — особи у віці 65 років та старші. Медіана віку мешканця становила 44,7 року. На 100 осіб жіночої статі у місті припадало 90,7 чоловіків;  на 100 жінок у віці від 18 років та старших — 89,3 чоловіків також старших 18 років.
Середній дохід на одне домашнє господарство  становив 37 270 доларів США (медіана — 28 000), а середній дохід на одну сім'ю — 48 111 долар (медіана — 51 000). За межею бідності перебувало 15,8 % осіб, у тому числі 11,8 % дітей у віці до 18 років та 14,1 % осіб у віці 65 років та старших.
Цивільне працевлаштоване населення становило 144 особи. Основні галузі зайнятості: виробництво — 20,1 %, роздрібна торгівля — 16,7 %, освіта, охорона здоров'я та соціальна допомога — 15,3 %.